# Heltai Ferenc
Heltai Ferenc, született Hoffer Ferenc (Szentes, 1861. március 15. – Bad Ischl, 1913. augusztus 11.), közgazdasági író, Budapest főpolgármestere.

## Élete
Hoffer Lőrinc (1830–1889) szentesi birtokos és Grünvald Katalin fiaként született zsidó származású családban. Az egyetem jogi fakultását Budapesten és Lipcsében végezte és doktorátust tett, majd publicista lett. 1881-ben az Ellenőr, 1883-tól a Nemzet című lapok közgazdasági rovatvezetője, de már előzőleg akadémiai pályadíjat nyert Az ipar-törvény revíziója c. tanulmányával, mely alapul szolgált az 1884-iki XVI. törvénycikknek.

Még ugyanez évben beválasztották a Magyar Tudományos Akadémia nemzetgazdasági bizottságába s ennek megbízásából ő szerkesztette a Nemzetgazdaságtani Szemle című folyóiratot. Ezután átvette a Vasúti és Közlekedési Közlöny szerkesztését, majd kidolgozta a főváros kerületi elöljáróságainak újjászervezési törvényét.
1896-tól kezdve nemcsak a fővárosi, hanem az országos politikában is jelentékeny szerepet töltött be. 1896–1913-ig országgyűlési képviselő volt, s mint ilyen a közgazdasági és pénzügyi bizottságoknak volt számos alkalommal előadója. 1904-től kezdve a delegációnak is nagysúlyú tagja volt s főképpen a flotta-kérdéssel foglalkozott felszólalásaiban. A fővárosi közéletben is előkelő szerepet játszott: már 1891-től kezdve a főváros képviselőtestületének, majd a közmunkák tanácsának is tagja volt. 1907-ben az Általános Osztrák-Magyar Légszesz Társaság igazgatója, 1909-től pedig a Fővárosi Gázművek vezérigazgatója lett.
Ezen állásából került Budapest főpolgármesteri székébe 1913. február 15-én, amikor képviselői mandátumáról lemondott és a király főrendiházi taggá nevezte ki.
Irodalmilag is nagy tevékenységet fejtett ki és számos közgazdasági tanulmányt írt, emlékiratot és törvényjavaslatot szerkesztett és úttörő volt a fővárosi közigazgatás terén. A magyarság a hadseregben c. (1904.) külön is megjelent egyik tanulmánya. Halála után utcát neveztek el róla a fővárosban, de az utca nevét 1920-ban visszaváltoztatták.

## Művei
- A magyarság érvényesülése a hadseregben : négy törvény országgyűlési tárgyalása, Budapest, 1903